# Le Peintre en conversation avec Johann Jakob Bodmer
Le Peintre en conversation avec Johann Jakob Bodmer est un tableau de l'artiste suisse Johann Heinrich Füssli réalisé en 1778-1780. Cette huile sur toile est une scène de genre représentant une conversation du peintre avec Johann Jakob Bodmer, qui fut son professeur au Collegium Carolinum de Zurich, sous un imposant buste d'Homère. Cet autoportrait en philosophe est conservé à la Kunsthaus de Zurich.